# 주키야

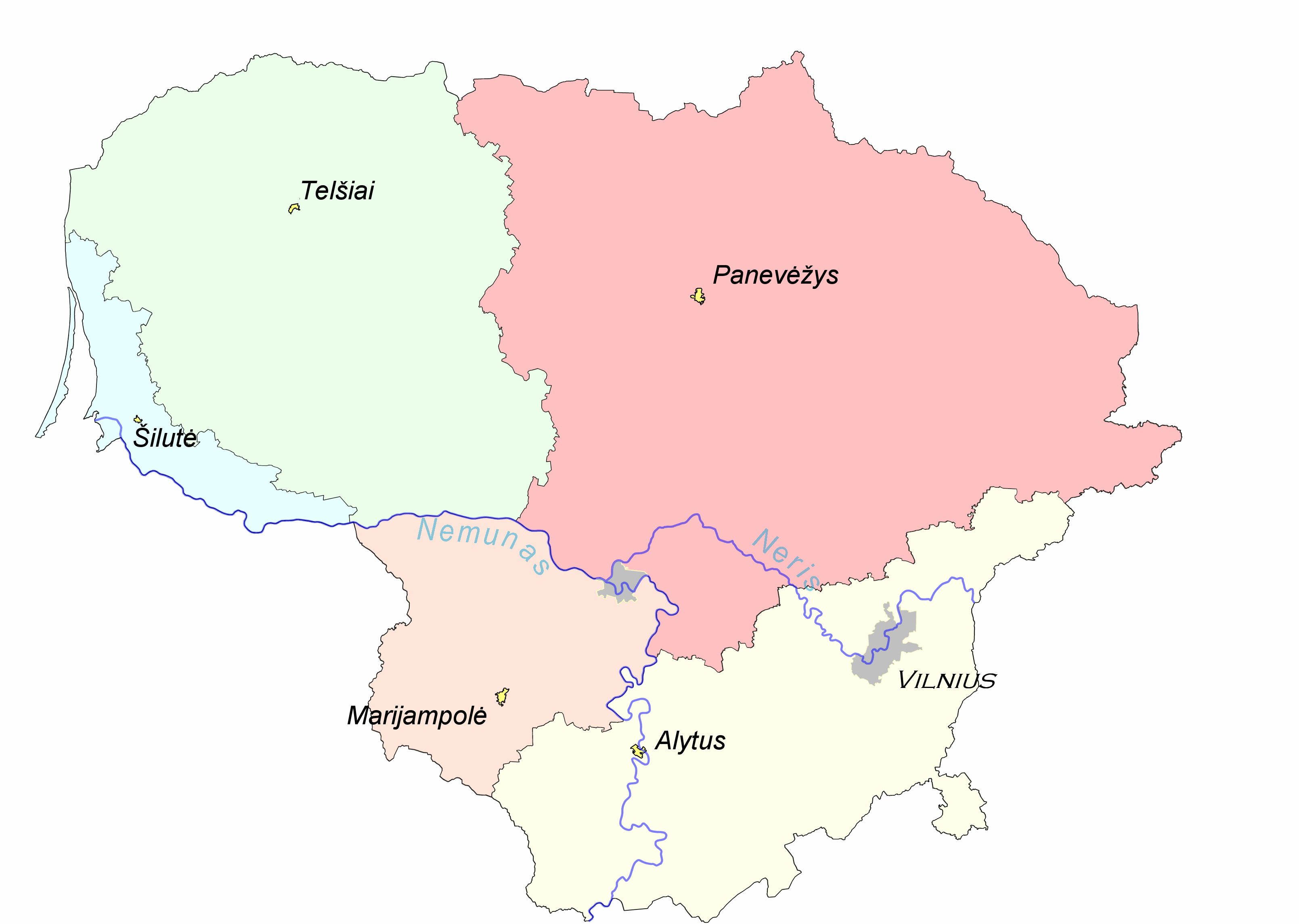
리투아니아를 형성하는 문화기술적인 지방 (노란색으로 표시된 지방이 주키야)

주키야(리투아니아어: Dzūkija) 또는 다이나바(리투아니아어: Dainava)는 리투아니아를 형성하는 5개의 문화기술적인 지방 가운데 하나이다. 현재의 리투아니아 남동부에 위치하며 지방의 중심 도시는 알리투스이다. 폴란드, 벨라루스와 국경을 접한다. 지방의 경제는 농업을 중심으로 한다.

주키야의 문장